# Pilaar van het verdrag van Chang'an

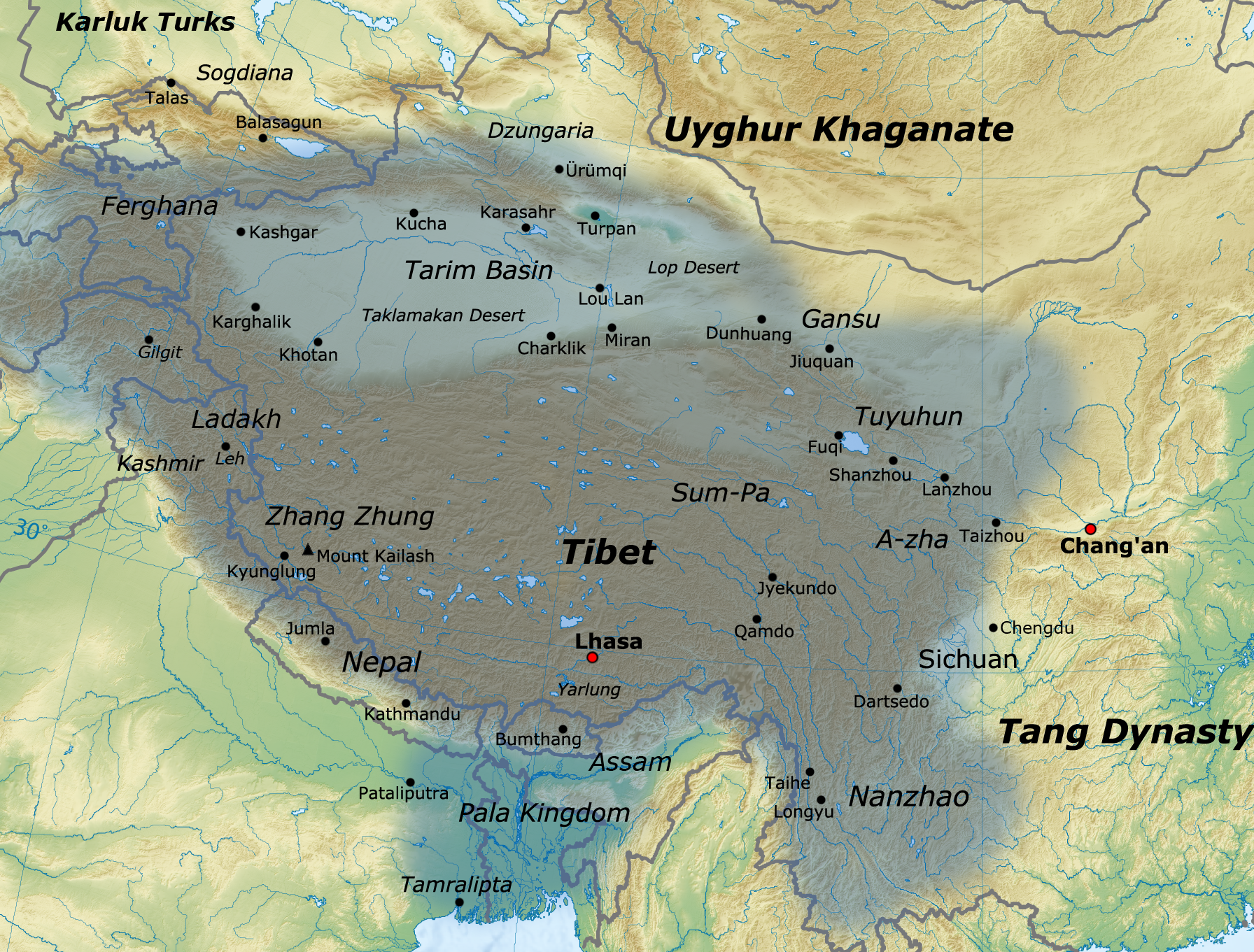
Omstreeks 800 had het Tibetaanse rijk zijn grootste omvang bereikt

De  pilaar van het verdrag van Chang'an  is een monument tegenover de Jokhang in de Tibetaanse hoofdstad Lhasa.

## Achtergrond
Het Tibetaanse rijk had aan het eind van de achtste eeuw zijn grootste omvang bereikt. Delen van wat nu Sichuan, Sinkiang en Gansu is en belangrijke posten aan de Zijderoute zoals Dunhuang en de stadstaat Khotan maakten deel uit van het rijk. Grote delen van het rijk lagen tussen het China van de Tang-dynastie en gebieden die beheerst werden door Arabieren, Perzen en Oeigoeren.
Vanaf het tweede decennium van de negende eeuw vond er tussen die groepen voortdurend wisselende coalitievorming en militaire strijd plaats. In 815 kwam via een huwelijk van een prinses uit de Tang-dynastie met een Oeigoerse khan een alliantie tussen die twee partijen tot stand. Die alliantie had tot doel de Tibetanen in ieder geval uit de Gansu-corridor te verdrijven door hen zowel vanuit het oosten als westen gelijktijdig aan te vallen. De Tibetaanse reactie was furieus en er brak een hevige strijd uit, die zes jaar duurde.
In 821 en 822 werd een serie verdragen gesloten tussen Tibet en de Oeigoeren en tussen Tibet en China. Met de Tang-dynastie werd het Verdrag van Chang'an gesloten. Globaal werden de grenzen van voor 815 hierin herbevestigd. De tekst van het verdrag werd vastgelegd in inscripties op drie pilaren. De pilaren in Chang'an en bij de grens tussen beide landen nabij Ch'ing-shui bestaan niet meer.

## Beschrijving

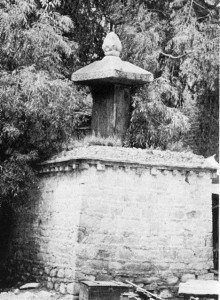
De tekst van het Verdrag van Chang'an in zowel Chinees als Tibetaans op de pilaar bij de Jokhang-tempel.

De vierzijdige pilaar is ongeveer vijf meter hoog. Het stond oorspronkelijk op een stenen schildpad, vaak voorkomend bij Chinese pilaren. De westelijke zijde heeft een tweetalige inscriptie van de tekst van het verdrag in het Tibetaans en Chinees. De oostelijke zijde heeft de tekst van een edict van de Tibetaanse koning Tri Ralpachan (r. 815-ca. 841) met een geschiedenis van de Tibetaans-Chinese relaties vanaf de zevende eeuw tot dan toe. De noordelijke zijde van de pilaar geeft zowel in Chinees als Tibetaans de namen van de zeventien Tibetaanse ondertekenaars van het verdrag. De zuidelijke zijde vermeldt de namen van achttien Chinese ondertekenaars van het verdrag.
De tweetalige vermelding van de namen van de ondertekenaars van het verdrag is van grote historiografische waarde doordat ook hun titels, rang en functies vermeld worden. De eerste ondertekenaar van Tibetaanse zijde was Drenka Palgyi Yönten. Hij was de eerste boeddhist die als de belangrijkste minister in Tibet functioneerde. Op de pilaar wordt hij benoemd als De grote monnik, die deelneemt aan de beraadslagingen van alle staatszaken en verantwoordelijk is voor de binnenlandse en buitenlandse zaken van het rijk.
Uit de verdragstekst op de westelijke zijde van de pilaar blijkt echter dat velen aan het hof en bij de elite nog geen boeddhist waren. De slotverklaring in dat deel van de tekst refereert ook heel duidelijk aan preboeddhistische rituelen die uitgevoerd zijn.
 Wij roepen de Drie Juwelen, de diverse heiligen, de zon en de maan, de planeten en sterren op als getuigen. Na dit alles in plechtige woorden te hebben verklaard en nadat de dieren geslacht waren en de eed was gezworen werd het verdrag van kracht
In de annalen van de Tang-dynastie is een uitgebreid verslag van de hele ceremonie. Daaruit wordt duidelijk, dat een grote meerderheid van de Tibetaanse genodigden hun lippen insmeerden met het bloed van de geslachte dieren. Drenka Palgyi Yönten zag daar vanaf en organiseerde een kleine boeddhistische ceremonie met slechts enkele mensen.
De pilaar wordt vaak benoemd als de pilaar van het verdrag van oom-en-neef. Dat is een verwijzing naar de huwelijken van de twee Chinese prinsessen  Wencheng en Jincheng met leden van de Tibetaanse koninklijke familie in respectievelijk de zevende en achtste eeuw. Aan de komst van Jincheng wordt in de inscriptie op de pilaar ook uitdrukkelijk gerefereerd. Zowel in het Tibetaans als het Chinees zijn de termen voor oom en neef en die van schoonvader en schoonzoon echter identiek. Hedendaagse tibetologen gaan er dan ook van uit, dat als het verdrag en de pilaar in dit soort termen benoemd moet worden, die van schoonvader en schoonzoon de correcte zijn.
Er is ook een ander monument dat het verdrag memoreert, namelijk de tempel van het verdrag.

## Tekst
'De Grote Koning van Tibet, de wonderbaarlijke Goddelijke Heerser, en de Grote Koning van China, de Chinese Heerser Hang-ti, die elkanders neef en oom zijn, hebben een bondgenootschap gesloten tussen hun beider koninkrijken. Een grootse overeenkomst zijn zij aangegaan en hebben zij bekrachtigd; goden en mensen zijn hier getuige van, opdat dit verdrag altijd zal blijven bestaan. Een verklaring van deze overeenkomst is in deze stenen pilaar gegraveerd, om toekomstige generaties er van op de hoogte te stellen. De Wonderbaarlijke Goddelijke Heerser Tri-tsug Detzsen en de Chinese Koning Wen Wu Hsiao-te Hang-ti, neef en oom, hebben in hun verreikende wijsheid getracht alle oorzaken van kwaad te voorkomen, tot welzijn van beide landen, nu en in de toekomst (..) Vanuit het verlangen slechts vrede en welzijn te bewerkstelligen voor al hun onderdanen, hebben zij zich het hoge doel voor ogen gesteld om duurzame welvaart te grondvesten; en zij hebben dit grote verdrag gesloten om hun besluit de eeuwenoude vriendschap, het wederzijds respect en de oude vriendschappelijke burenrelatie te herstellen, gestand te doen. Tibet en China zullen zich houden aan de grenzen zoals die op dit ogenblik zijn. Alles wat ten oosten daarvan ligt, behoort tot het land Groot-China; en alles wat ten westen daarvan ligt, behoort tot het land van Groot-Tibet. Aan geen van beide zijden zal voortaan strijd gevoerd worden, noch land afgenomen. Wie zich verdacht maakt, zal worden gearresteerd (..) Beide partijen zullen elkaar behandelen met het gebruikelijke eerbetoon en respect, geheel conform de vriendschappelijke relatie tussen neef en oom. (..) Iedereen zal in vrede leven en deel hebben aan de zegening van het geluk, tienduizend jaar lang. (..) De Drie Kostbare Juwelen, de Verzameling der Heiligen, de Zon en de Maan, de Planeten en de Sterren zijn hierbij aangeroepen als getuigen, opdat dit altijd zo zal blijven. Er is een eed gezworen met plechtige woorden en dierenoffers; zo is de overeenkomst bekrachtigd. Indien de partijen, hetzij Tibet, hetzij China, zich niet houden aan deze overeenkomst of haar op enigerlei wijze schenden, zal niets van hetgeen de andere partij ter vergelding zal ondernemen, beschouwd worden als verbreking van het verdrag van haar kant. (..) kopieën van het verdrag zijn opgeborgen in de koninklijke archieven van elk van beide partijen.'